# Wladimir Nikolajewitsch Jengibarjan

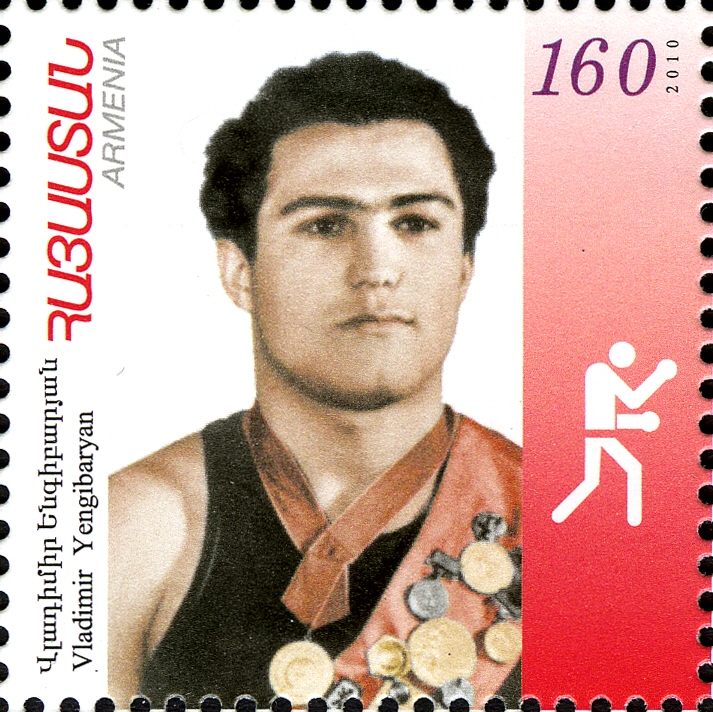
Wladimir Nikolajewitsch Jengibarjan

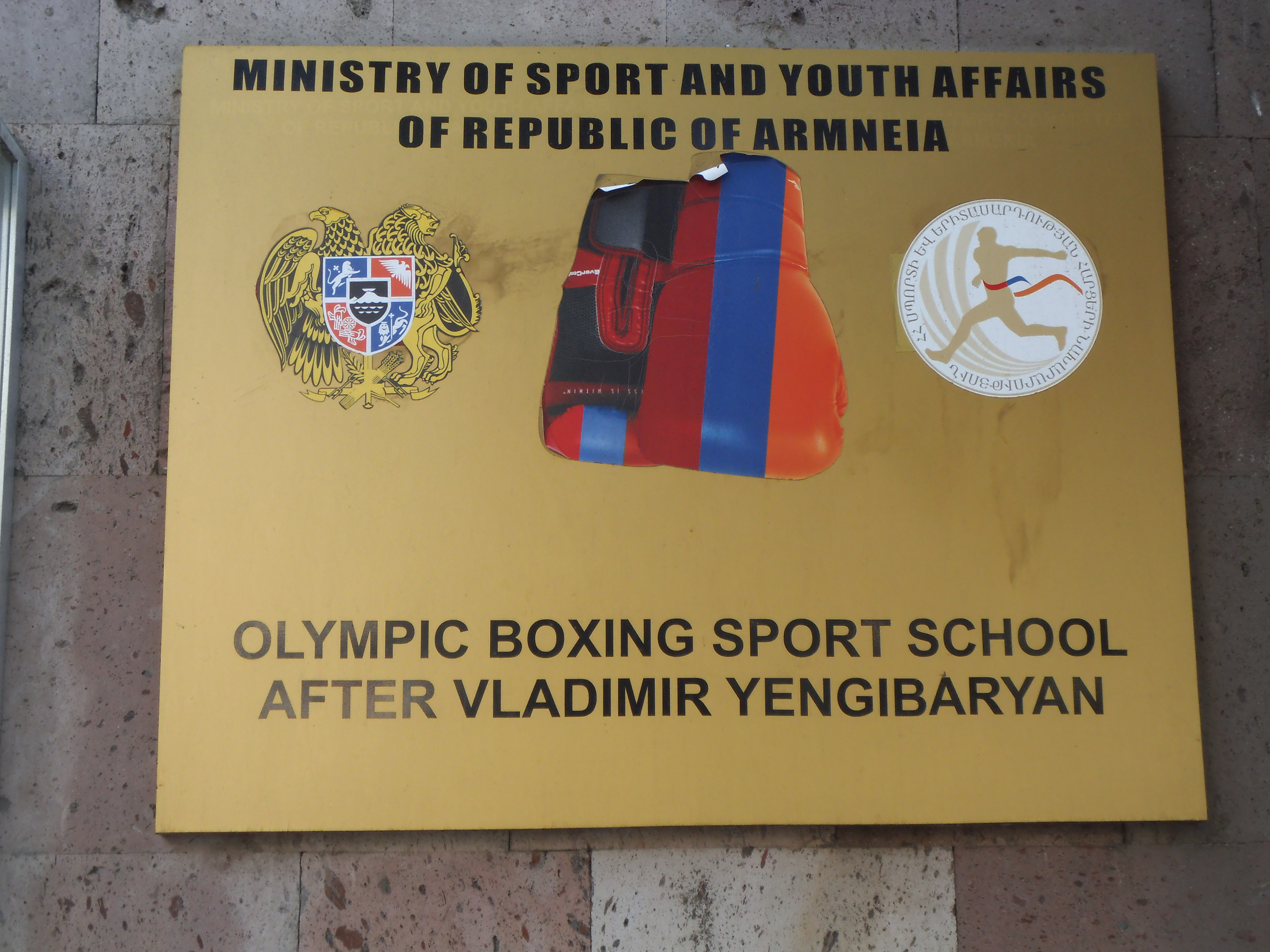
Boxschule des armenischen Sportministeriums mit Jengibarjans Namen in Jerewan

Wladimir „Wolodja“ Nikolajewitsch Jengibarjan (russisch Владимир Николаевич Енгибарян, armenisch Վլադիմիր Ենգիբարյան; * 24. April 1932 in Jerewan, Armenische SSR; † 1. Februar 2013 in Los Angeles, Kalifornien, Vereinigte Staaten) war ein sowjetischer Boxer armenischer Herkunft. Er war Olympiasieger 1956 in Melbourne und Europameister der Amateure 1953, 1957 und 1959.

## Werdegang
Wladimir Jengibarjan wuchs in seiner armenischen Heimat auf und begann dort als Jugendlicher mit dem Boxen. Nach ersten Erfolgen wurde er nach Jerewan delegiert, wo er den sowjetischen Sicherheitsorganen beitrat und Mitglied von „Dynamo“ Jerewan wurde. Sein Trainer war dort Eduard Aristakesjan.
Bereits 1951 startete er als Neunzehnjähriger bei der Landesmeisterschaft und belegte im Bantamgewicht (damals bis 54 kg Körpergewicht) den 3. Platz. Bis zu den Landesmeisterschaften 1952 war er bereits in das Leichtgewicht (damals bis 60 kg Körpergewicht) hineingewachsen. Er war ein kleiner, untersetzter, dunkelhaariger Typ, der sehr ehrgeizig war und sich schon 1952 für die Olympischen Spiele in Helsinki qualifizieren wollte. Doch daraus wurde nichts, da er bereits in einem Vorrundenkampf auf den siebenfachen sowjetischen Meister Anatoli Greiner traf und nach Punkten verlor.
Auch bei der sowjetischen Meisterschaft 1953 kam Wladimir Jengibarjan noch nicht an Anatoli Greiner vorbei. Da aber die Führung der UdSSR-Mannschaft mit den Cheftrainern Ogurenko und Tscherbakow ihre Auswahl für die Europameisterschaft in Warschau verjüngen wollte, erhielt der 21-jährige Jengibarjan die Chance, in Warschau im Leichtgewicht zu starten. Er rechtfertigte dort auch das in ihn gesetzte Vertrauen und wurde durch einen überlegenen Punktsieg im Finale über den Ungarn Istvan Juhasz Europameister. In einem Vorrundenkampf hatte er dabei auch einen deutschen Boxer, Conrad Guthschmidt (DDR), besiegt.
Bei der sowjetischen Meisterschaft 1954 fehlte Wladimir Jengibarjan verletzungsbedingt. Im Jahre 1955 gewann er aber dann seinen ersten Landesmeistertitel, als er im Finale des Halbweltergewichts Gennadi Borjaschinow sicher nach Punkten besiegte. Bei der im gleichen Jahr anstehenden Europameisterschaft in Berlin (West) startete Wladimir Jengibarjan wiederum im Halbweltergewicht (damals bis 63,5 kg Körpergewicht). Er schlug dort im Achtelfinale den Türken Otsar in der 1. Runde K. o. und wurde im Viertelfinale technischer K.-o.-Sieger in der 3. Runde über Hans Kaczorowski aus der DDR. Im Halbfinale traf er auf den polnischen Titelverteidiger Leszek Drogosz, der von seinem Trainer, dem erfahrenen „Fuchs“ Feliks Stamm, hervorragend eingestellt war und Jengibarjan glatt auspunktete. Wladimair Jengibarjan musste sich deshalb mit der Bronzemedaille hinter Leszek Drogosz und Pál Budai (Ungarn) zufriedengeben.
Im Olympiajahr 1956 wurde Jengibarjan wieder Landesmeister im Halbweltergewicht und ging deswegen auch bei den Olympischen Spielen in Melbourne im Halbweltergewicht an den Start. Dort traf er gleich in der ersten Runde auf seinen Vorjahresbezwinger Leszek Drogosz, wo er sich mit einem Punktsieg für die bei der EM erlittene Niederlage revanchieren konnte. Auch gegen seine nächsten Gegner Claude Saluden aus Frankreich, Henry Loubscher aus Südafrika und Franco Nenci aus Italien konnte Jengibarjan triumphieren und wurde in seiner Gewichtsklasse erstmals Olympiasieger.
1957 fehlte Wladimir Jengibarjan zwar wieder bei der sowjetischen Meisterschaft, war aber bei der Europameisterschaft in Prag am Start. Mit Siegen über Dǎnilǎ aus Rumänien, Claude Saluden, Zygmunt Milewski aus Polen und Walter Ivanus aus der Tschechoslowakei gewann er dort zum zweiten Mal einen Europameistertitel der Amateure.
1958 gewann Wladimir Jengebarjan seinen dritten sowjetischen Meistertitel. Er musste hart kämpfen, um den Letten Ričardas Tamulis knapp nach Punkten zu schlagen. Bei der darauffolgenden Landesmeisterschaft war Jengebarjan nicht am Start und konnte somit seinen Titel nicht verteidigen. Trotzdem wurde er bei der Europameisterschaft des gleichen Jahres in Luzern eingesetzt, wo er mit Siegen über Istvan Juhasz (Halbfinale) und den Italiener Piero Brandi (Finale) zum mittlerweile dritten Mal Europameister wurde.
Im Jahre 1960 verfuhren die sowjetischen Trainer nach dem gleichen Rezept wie 1959, als sie Wladimir Jengibarjan bei den Landesmeisterschaften nicht einsetzten, um ihn für die Olympischen Spiele 1960 in Rom zu schonen. Dort gewann er im Halbweltergewichtsturnier seinen ersten Kampf gegen den DDR-Boxer Werner Busse, der für die gesamtdeutsche Mannschaft startete, durch technischen K. o. in der 1. Runde. Im Viertelfinale wurde Jengibarjan vom polnischen Meister Marian Kasprzyk deutlich mit 0:5 Richterstimmen nach Punkten besiegt.
Nach seiner Niederlage bei den Olympischen Spielen beendete Wladimir Jengibarjan seine Boxerlaufbahn. Mit einem Olympiasieg und drei Europameistertiteln gehörte er in den 1950er Jahren zu den weltweit erfolgreichsten Amateurboxern. Jengibarjan blieb auch nach seinem Karriereende dem Boxsport treu, indem er als Trainer sowie Punkt- und Ringrichter arbeitete. Ab 1974 vertrat er die UdSSR in der Rechtskommission des Internationalen Welt-Box-Verbandes (AIBA).

## Länderkämpfe von W. Jengibarjan
- 1955 in Moskau, UdSSR gegen Finnland, Punktsieger über Ake Kuha
- 1956 in Moskau, UdSSR gegen BRD, Punktsieger über Siemes
- 1956 in Moskau, UdSSR gegen England, Punktsieger über David Stone
- 1958 in Moskau, UdSSR gegen BRD, Punktsieger über Gerhard Dieter
- 1959 in Dortmund, BRD gegen UdSSR, Punktsieger über Horst Johannpeter

## Sowjetische Meisterschaften mit W. Jengibarjan
- 1951: 1. Gennadi Garbuzow, 2. V. Klunichin, 3. Wladimir Jengibarjan (Bantamgewicht)
- 1952: 1. A. Jerschow, 2. Eduard Aristakesjan, 3. R. Miregow (Leichtgewicht)
- 1953: 1. Anatoli Greiner, 2. F. Lomidze, 3. Wladimir Jengibarjan (Leichtgewicht)
- 1955: 1. Wladimir Jengibarjan, 2. Gennadi Borjaschinow, 3. Juri Draguschin (Halbweltergewicht)
- 1956: 1. Wladimir Jengibarjan, 2. Juri Krylow, 3. A. Jurkow (Halbweltergewicht)
- 1958: 1. Wladimir Jengibarjan, 2. Ričardas Tamulis, 3. Juri Krylow (Halbweltergewicht)